# Unité urbaine de Valence (Drôme)
Pour les articles homonymes, voir Unité urbaine de Valence (Tarn-et-Garonne).
L'unité urbaine de Valence (Drôme) est une unité urbaine française centrée sur la ville de Valence, préfecture et ville principale de la Drôme.
Elle fait partie de la catégorie des grandes agglomérations urbaines de la France, c'est-à-dire ayant plus de 100 000 habitants.

## Données générales
En 2010, selon l'Insee, l'unité urbaine de Valence était une unité urbaine interdépartementale composée de 10 communes, situées pour sept d'entre elles dans le département de la Drôme et l'arrondissement de Valence et pour les trois autres, dans le département de l'Ardèche et l'arrondissement de Tournon-sur-Rhône.
En 2020, à la suite d'un nouveau zonage, elle est composée des dix mêmes communes.
En 2022, avec 132 446 habitants, elle occupe le 8e rang dans la région Auvergne-Rhône-Alpes. Au niveau national, elle est située au 53e rang.

Agglomérations de plus de 100000 habitants en France en 2022.

Le tableau suivant détaille la répartition de l'unité urbaine sur les départements de l'Ardèche et de la Drôme en 2022 (les pourcentages sont relatifs à chacun des départements) :
| Département | Communes | Communes (%) | Superficie (km²) | Superficie (%) | Population (2022) | Population (%) |
| ----------- | -------- | ------------ | ---------------- | -------------- | ----------------- | -------------- |
| Ardèche     | 3        | 0,9          | 38,93            | 0,7            | 21 265            | 6,38           |
| Drôme       | 7        | 1,93         | 142,57           | 2,18           | 111 181           | 21,32          |

## Composition de l'unité urbaine en 2020
Elle est composée des dix communes suivantes :
| Nom                      | Code Insee | Département | Statut       | Superficie (km2) | Population (dernière pop. légale) | Densité (hab./km2) | Modifier                                    |
| ------------------------ | ---------- | ----------- | ------------ | ---------------- | --------------------------------- | ------------------ | ------------------------------------------- |
| Valence (ville-centre)   | 26362      | Drôme       | ville-centre | 36,69            | 64 288 (2022)                     | 1 752              | modifier les données · modifier les données |
| Beauvallon               | 26042      | Drôme       | banlieue     | 3,12             | 1 638 (2022)                      | 525                | modifier les données · modifier les données |
| Bourg-lès-Valence        | 26058      | Drôme       | banlieue     | 20,30            | 19 872 (2022)                     | 979                | modifier les données · modifier les données |
| Cornas                   | 07070      | Ardèche     | banlieue     | 8,33             | 2 397 (2022)                      | 288                | modifier les données · modifier les données |
| Étoile-sur-Rhône         | 26124      | Drôme       | banlieue     | 42,79            | 5 497 (2022)                      | 128                | modifier les données · modifier les données |
| Guilherand-Granges       | 07102      | Ardèche     | banlieue     | 6,55             | 11 277 (2022)                     | 1 722              | modifier les données · modifier les données |
| Malissard                | 26170      | Drôme       | banlieue     | 10,17            | 3 303 (2022)                      | 325                | modifier les données · modifier les données |
| Portes-lès-Valence       | 26252      | Drôme       | banlieue     | 14,43            | 10 369 (2022)                     | 719                | modifier les données · modifier les données |
| Saint-Marcel-lès-Valence | 26313      | Drôme       | banlieue     | 15,05            | 6 214 (2022)                      | 413                | modifier les données · modifier les données |
| Saint-Péray              | 07281      | Ardèche     | banlieue     | 24,05            | 7 591 (2022)                      | 316                | modifier les données · modifier les données |

## Évolution démographique
| 1968   | 1975    | 1982    | 1990    | 1999    | 2006    | 2011    | 2016    | 2022    |
| ------ | ------- | ------- | ------- | ------- | ------- | ------- | ------- | ------- |
| 98 124 | 113 057 | 115 905 | 119 259 | 122 744 | 126 763 | 127 559 | 130 281 | 132 446 |